# ۳۸ طوطی
۳۸ طوطی (روسی: 38 попугаев) مجموعه‌ای از ۱۰ کارتون روسی است که ما بین سال‌های ۱۹۷۶ تا ۱۹۹۱ میلادی منتشر شد. انیماتور این کارتون، یوری نورشتاین بود.
این مجموعه دربارهٔ ماجراهای سرگرم‌کنندهٔ ۴ دوست است: «مارتیشکا» یک میمون وراج، «اسلونیونوک» یک فیل خجالتی، «پاپوگای» یک طوطی خیره‌سر و «اوداو» یک مار بوآی خردمند.